# Morozowica
Morozowica (ros. Морозовица) – wieś w Rosji, w rejonie wielikoustidzkim obwodu wołogodzkiego. W 2010 r. liczyła 833 mieszkańców.